# Человек на грани
«Челове́к на гра́ни» (иер. трад. 邊緣人, упр. 边缘人, кант.-рус.: Пинь юнь янь) — гонконгский кинофильм 1981 года в жанре криминальной драмы. Режиссёром, соавтором сценария, а также оператором выступил Алекс Чён. Главные роли сыграли Ка Лёнь, Кам Хинъинь, Эдди и Ада Фун. «Человек на грани» рассказывает о жизни полицейского, ставшего агентом под прикрытием в преступном сообществе Гонконга. В 1982 году режиссёрская работа, сценарий и актёрская игра Эдди были отмечены тремя премиями «Золотая лошадь» в соответствующих категориях.

## Сюжет
Гонконгскому полицейскому Хо Винчхиу офицер полиции Чань предлагает новую работу — действовать в качестве агента под прикрытием в рядах гонконгской триады. На протяжении двух лет Винчхиу должен скрывать свою новую личность и местонахождение от близких, включая свою старшую сестру и девушку Фон. Парня уже давно раздражает его работа по аресту уличных торговцев, и он рад принять новое предложение.
Винчхиу живёт с членами триады и пытается понять структуру их сообщества. Он и другой агент под прикрытием Тхай устанавливают связь и поддерживают друг друга. Из-за своей работы Винчхиу вынужден дистанцироваться от своей девушки, и это расстраивает и отталкивает её. Даже его старшая сестра полагает, что брат сбился с пути, что разочаровывает её. Несмотря на эти проблемы, Винчхиу приходится держать своё недовольство при себе.
Благодаря информации, полученной от Винчхиу и Тхая, полиция неоднократно срывает крупные преступления членов триад. Но за день до истечения срока тайной работы Тхая его подстреливает случайный полицейский, после чего агент становится парализованным. Произошедшее с другом расстраивает Винчхиу. Когда его девушка пытается выстроить отношения с сыном владельца ювелирного магазина, Винчхиу мстит, устраивая вместе с другими бандитами ограбление. Узнав об этом, офицер полиции Чань увольняет парня.
Потеряв всё, Винчхиу продолжает жизнь в рядах триады, чтобы и дальше получать информацию по планируемым преступлениям и надеясь вновь работать полицейским под прикрытием. Во время одного из ограблений полиция и жители трущоб ошибочно принимают Винчхиу за настоящего грабителя, и последние забивают его до смерти.

## В ролях
| Актёр       | Роль                |
| ----------- | ------------------- |
| Ка Лёнь     | офицер полиции Чань |
| Кам Хинъинь | Тхай                |
| Эдди        | Хо Винчхиу          |
| Ада Фун     | Фон                 |
| Лау Нгалай  | Нгой                |
| Лён Хоньфай | Саймон              |
| Соу Хансюнь | сестра Винчхиу      |
| Кон Нгай    | муж старшей сестры  |
| Чен Яукуок  | отец Фон            |
| Чен Кхэйин  | Чон Кёйва           |

## Премьера и сборы
Выход на большие экраны Гонконга состоялся 8 января 1981 года. За шестнадцать дней кинопроката, с 8 по 23 января, общая сумма сборов фильма достигла 3 569 007,5 гонконгских долларов.

## Критика
По мнению Эстер Яу фильм «успешно объединяет потрясающую человеческую трагедию и отличные сцены действия в неотразимую смесь». В книге The Cinema of Hong Kong: History, Arts, Identity под редакцией Фу Поусэка и Дэвида Дессера «Человек на грани» описывается, как «на редкость откровенное изображение жизни полицейского под прикрытием», и отмечается, что он, в отличие от большинства фильмов про полицейских, «ни развлекает банальными сценами преследования, ни восхваляет мужской шовинизм». Похожую точку зрения высказывает и Марта П. Ночимсон, называя кинокартину «реалистично суровой трагедией полицейского под прикрытием».

## Признание
В 1982 году на 19-й церемонии награждения тайбэйской кинопремии «Золотая лошадь» фильм был выдвинут в семи номинациях, но победил только в трёх из них.
| Кинопремия                          | Категория                         | Лауреат / претендент                     | Результат |
| ----------------------------------- | --------------------------------- | ---------------------------------------- | --------- |
| 19-й кинофестиваль «Золотая лошадь» | Лучший полнометражный фильм       | Century Motion Picture & Dist. Co., Ltd. | Номинация |
| 19-й кинофестиваль «Золотая лошадь» | Лучшая режиссура                  | Алекс Чён                                | Победа    |
| 19-й кинофестиваль «Золотая лошадь» | Лучшая мужская роль               | Эдди                                     | Победа    |
| 19-й кинофестиваль «Золотая лошадь» | Лучшая мужская роль второго плана | Кам Хинъинь                              | Номинация |
| 19-й кинофестиваль «Золотая лошадь» | Лучший оригинальный сценарий      | Уильям Чён                               | Победа    |
| 19-й кинофестиваль «Золотая лошадь» | Лучшая оригинальная музыка        | Джозеф Ку                                | Номинация |
| 19-й кинофестиваль «Золотая лошадь» | Лучшая оригинальная песня         | Кенни Би                                 | Номинация |

Гонконгский киноархив включил картину в список «100 гонконгских кинофильмов, обязательных к просмотру», составленный группой экспертов по истории кинематографа Гонконга и опубликованный в 2011 году.
Гонконгское издание еженедельника Time Out поместило «Человека на грани» на 84-ю позицию в списке «100 величайших гонконгских фильмов» от редактора Эдмунда Ли с комментарием: «Определённо вдохновлённый „Серпико“ (1973), суровый взгляд Чёна на растущую отчуждённость и крушение иллюзий его главного героя впоследствии положил начало поджанру драмы про полицейских под прикрытием в Гонконге».

## Ремейк
Спустя тринадцать лет, в 1994 году, вышел фильм-ремейк «Жить и умереть в Чимсачёй», китайское название которого переводится как «Новый человек на грани». Снял картину режиссёр и оператор Эндрю Лау, а главную роль исполнил Джеки Чён.